# Sia Ťia
Wang Jao (čínsky pchin-jinem Wáng Yáo, znaky zjednodušené 王瑶; * 1984 Si-an) je čínská spisovatelka science fiction, překladatelka a vysokoškolská pedagožka píšící beletrii pod pseudonymem Sia Ťia (čínsky pchin-jinem Xià Jiā, znaky zjednodušené 王瑶).
Její první povídka vyšla v roce 2004. Po předchozím vzdělání ve fyzice a čínské literatuře získala doktorát ve srovnávací literatuře za práci o čínské science fiction a čínskou literaturu vyučuje na Si-an Ťiao-tchung. Její povídky vycházejí pravidelně v nejčtenějším čínském sci-fi magazínu Kche-chuan š’-ťie (Světy sci-fi) a získala několik čínských žánrových ocenění Sing-jün („Mlhovina“) a Jin-che („Galaxie“). Překlady několika jejích povídek vyšly v anglicky psaných časopisech a antologiích. Antologie Invisible Planets, kterou sestavil Ken Liu, obsahuje také její esej What makes Chinese Science Fiction Chinese? („Co dělá čínskou sci-fi čínskou?“). Magazín Nature v rámci série Futures vydal v roce 2015 její anglicky psanou povídku Let's have a talk. V roce 2020 díky crowdfundingu na platformě Kickstarter vyšla její první anglická sbírka povídek A Summer Beyond Your Reach. V češtině vyšla její povídka Tchung-tchungino léto v měsíčníku XB-1. Sia Ťia považuje styl svých povídek za velmi „měkkou“ sci-fi.